# Johan Albert van Eyken
Johannes Albertus van Eyken  (Nederland, Amersfoort, 29 april 1823 – Duitsland, Elberfeld, 24 september 1868) was een Nederlands organist en componist.
Hij was zoon van organist Gerrit van Eyken en Hendrina Johanna Harthoorn. Broer Gerrit Jan van Eyken werd eveneens organist. Hijzelf huwde Maria Louize Werner, zoon Heinrich van Eyken ging ook de muziek in.
Zijn eerste muzieklessen kwamen van zijn vader. Al op twaalfjarige was hij als pianist en violist op de podia te horen. Vanaf die leeftijd componeerde hij ook muziek. In de jaren 1846 en 1837 studeerde hij aan het Conservatorium van Leipzig, maar ging op aanraden van Felix Mendelssohn Bartholdy verder studeren in Dessau bij Johann Schneider. Binnen het jaar was hij terug in Nederland om in 1848 uit een keur van vijfendertig organisten te worden gekozen als organist van de Remonstrantse kerk te Amsterdam. In die stad probeerde hij ook samen met Johannes Gijsbertus Bastiaans een Bachvereniging op te richten, die weer snel ter ziele ging. In 1853 ging hij aan de slag als organist van de Zuiderkerk in Rotterdam, alwaar hij ook orgelles begon te geven aan de Rotterdamse Muziekschool. Bij een van de concerten aldaar was Joseph Joachim aanwezig, die prompt een brief schreef naar Robert Schumann dat hij een heerlijke organist had horen spelen. Een jaar later was hij te vinden in het Duitse Elberfeld om daar het orgel van de Alte reformierte Kirche Elberfeld te bespelen. Hij gaf er veelvuldig concerten, niet alleen in Eberfeld, maar in alle grote Duitse steden. Op voorspraak van de koning van Pruisen mocht het hij orgel bespelen tijdens de inwijding van de Dom van Trier.
Ondertussen nam zijn oeuvre aan composities toe. Van zijn hand verschenen:
- De melodieën der psalmen en lofzangen (1853)
- 150 koralen met voorspelen
- zes kinderliederen voor drie stemmen
- een mars voor vierhandig piano
- 25 preludes voor orgel
- Vier liederen op Duitse tekst
- Das Wohltemperierte Klavier, transcriptie voor orgel
- zes koren ten gebruike van zangverenigingen
- Twee mazurka’s voor piano
- zes liederen
- De doode bruid, een ballade
- opus 2: Westewind, Groene krans, Oud liedeke en Kabouterke, vier liederen op tekst van Jan Pieter Heije
- opus 4: Drie liederen voor een zangstem en piano op tekst van K.J.P. Spitta
- opus 5: Nixen, een ballade
- opus 7: Variaties voor orgel op het Nederlandse volkslied Wien Neêrlands bloed
- opus 8: Die beiden Engel, duet voor sopraan en bas
- opus 9: De sikkel sloeg de korenaren, een hymne
- opus 11: 29 Canonische Vorspiele
- opus 12: Zes liederen
- opus 13: Eerste sonate voor orgel
- opus 15: Tweede sonate voor orgel
- opus 16: Zes stukjes in den volkstoon, voor Nederlandse mannenzangverenigingen
- opus 18: Sonate voor piano en viool
- opus 19: Minnezang op tekst van Willem Bilderdijk
- opus 25: Derde sonate voor orgel
- opus 31: 24 Canonische Choralvorspiele
- opus 33: Vijf melodieën/Ein Mädchenleben
- opus 35: Thürmerlied, een ballade
- opus 38: Toccata und Fuga über den Namen B.A.C.H.
- opus 40: Ouverture en koren voor Lucifer naar Joost van den Vondel
- opus 42: De melodieën der evangelische gezangen
- opus 44: La Gracieuse

- Bibliothèque nationale de France: cb14831029p (data)
- CiNii: DA12047486
- Digitale Bibliotheek voor de Nederlandse Letteren: eyke002
- Gemeinsame Normdatei: 116325925
- International Standard Name Identifier: 0000 0000 9561 4216
- Library of Congress Control Number: no2001017102
- MusicBrainz: 2d4cdc8d-8178-4111-b0fc-0b3f296ffa80
- Nationale Bibliotheek van Israël: 987007288527805171
- Nederlandse Thesaurus van Auteursnamen: 096416572
- Réseau des bibliothèques de Suisse occidentale: 02-A012472745
- Système universitaire de documentation: 252768450
- Virtual International Authority File: 66732408
- WorldCat: E39PBJxWP6qMcXTyPJkMJ3myBP